# ZEXALL
ZEXALL — программный тест для микропроцессора Zilog Z80, созданный Frank Cringle в 1994 году. Часто используется создателями эмуляторов для проверки правильности реализации эмуляции этого процессора.
Тест входит в состав дистрибутива эмулятора процессора Z80, распространяемого в виде исходного кода — YAZE (Yet Another Z80 Emulator). Сам тест имеет название Z80 Exerciser (сокращается до ZEX), и существует в двух версиях: ZEXDOC тестирует только документированные флаги; ZEXALL тестирует все флаги, включая недокументированные. Поставляется также в виде исходного кода. Существуют адаптации теста под различные ассемблеры для Z80, и компьютеры на основе этого процессора.
В основе алгоритма тестирования лежит выполнение определённых инструкций, или группы однотипных инструкций, с некоторыми входными данными. Результат выполнения каждого типа инструкций накапливается в виде 32-разрядной контрольной суммы, после чего сравнивается со значением, полученным эмпирическим путём на реальном и заведомо исправном процессоре Z80.